# سخان هوائي

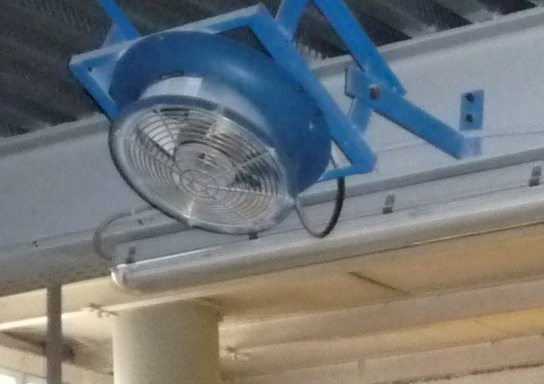

السخان الهوائي هو جهاز مستقل يستعمل لزيادة  الحرارة في المكان. وهو مؤلَّف من مبادل حراري ومروحة.

## التاريخ
اخترع السخان الهوائي هنري أركمبورغ Arquembourg في عام 1904.

## الملاحظات والمراجع
1. ↑  Michel Raoult. Histoire du chauffage urbain. Editions L'Harmattan, 2008.  نسخة محفوظة 20 مارس 2017 على موقع واي باك مشين.